# Cadw
Cadw (валл. хранить, [ˈkadu]), также называемая Heritage in Wales — служба сохранения исторического наследия Уэльса, созданная валлийским правительством. Штаб-квартира организации находится в Кардиффе.

## Сохранение и защита
Многие из средневековых замков Уэльса и других исторических памятников, как, например, епископские дворцы, исторические жилые дома и аббатства в настоящее время находятся под опекой Cadw. Организация не владеет ими, но несёт ответственность за их содержание и делает их доступными для общественности. Cadw также отвечает за составление списка и обеспечение сохранности исторических зданий и мест археологических раскопок.

## Посещение достопримечательностей и членство

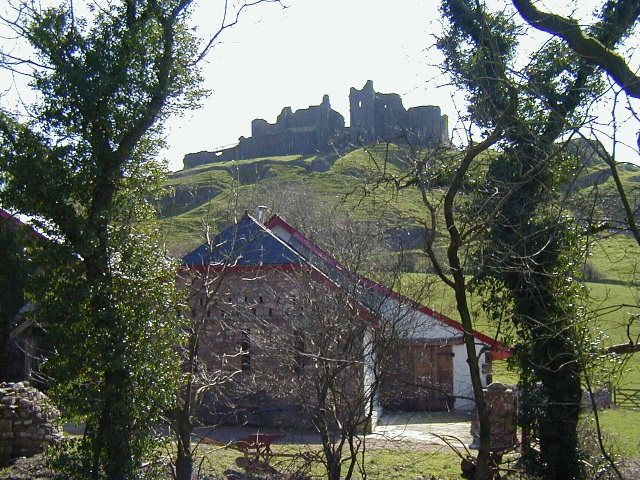
Замок Каррег Кеннен, достопримечательность под опекой Cadw

Cadw предоставляет публике доступ к объектам под своей опекой, организует экскурсии по этим достопримечательностям, выставки и другие мероприятия. Cadw также продаёт книги и путеводители по многим объектам, к которым организация имеет отношение.
Членство в Cadw даёт возможность свободного посещения всех объектов под надзором Cadw на протяжении членства, и оплаты только половины цены при посещении объектов под опекой English Heritage в Англии, Historic Scotland в Шотландии и Manx National Heritage на острове Мэн. После года членства доступ к объектам English Heritage и Historic Scotland также становится бесплатным. Члены также получают подписку на журнал организации и скидки в любом из магазинов Cadw.